# Tolé
Tolé es un corregimiento y ciudad cabecera del distrito de Tolé en la provincia de Chiriquí, República de Panamá. La localidad tiene 3.240 habitantes (2010).